# Клеймёнов (лунный кратер)
Кратер Клеймёнов (лат. Kleymenov) — крупный ударный кратер располагающийся на северо-восточной части внешнего вала гигантского кратера Аполлон на обратной стороне Луны. Название присвоено в честь одного из организаторов и руководителей разработок ракетной техники в СССР Ивана Терентьевича Клеймёнова (1898—1938) и утверждено Международным астрономическим союзом в 1970 г. 

## Описание кратера
Ближайшими соседями кратера Клеймёнов являются кратер Аполлон на западе; кратер Мариотт на севере-северо-востоке; кратер Чебышёв на востоке и кратер Ловелл на юге-юго-западе. Селенографические координаты центра кратера 32°29′ ю. ш. 140°22′ з. д. / 32,48° ю. ш. 140,36° з. д., диаметр 56,0 км, глубина 2,4 км.
Кратер Клеймёнов имеет полигональную форму, слегка вытянут в направлении восток-запад, значительно разрушен за время своего существования. Вал кратера сглажен, в восточной части перекрыт небольшим приметным кратером. Высота вала над окружающей местностью достигает 1170 м, объем кратера составляет приблизительно 2 500 км3. Дно чаши плоское, в западной части покрыто породами выброшенными при образовании соседних кратеров, не имеет приметных структур.

## Сателлитные кратеры
Отсутствуют.

## См.также
- Список кратеров на Луне
- Лунный кратер
- Морфологический каталог кратеров Луны
- Планетная номенклатура
- Селенография
- Минералогия Луны
- Геология Луны
- Поздняя тяжёлая бомбардировка